# براشوف

شعار المدينة

براشوف مدينة وسط رومانيا, (بالرومانية: Braşov, بالألمانية: Kronstadt, بالمجرية-:Brassó) هي عاصمة محافظة براشوف في إقليم ترانسلفانيا, تعتبر مركز اقتصادي وثقافي هام، تقع على بعد 161 كم من العاصمة بوخارست, تقع في وادي بين جبال الألب الدينارية ( الكارابات ) وتتصف بكثرة أمطارها ومناخها البارد شتاءً ومعتدل صيفا. عدد سكانها حسب إحصاء 2008 حوالي 280.000 نسمة.
يوجد العديد من المعالم السياحية الشهيرة في براشوف، بما في ذلك قلعة براشوف الشهيرة التي تعد أحد أهم المعالم الأثرية في المنطقة، وكنيسة القديس نيقولاو التي تعد أيضًا واحدة من أبرز معالم المدينة، بالإضافة إلى ساحة كونستيتوتيي، التي تعتبر المركز التاريخي للمدينة وتحتوي على العديد من المطاعم والمقاهي والمتاجر.

## المناخ
يظهر الجدول التالي التغييرات المناخية على مدار السنة لبراشوف:
| البيانات المناخية لـبراشوف        | البيانات المناخية لـبراشوف | البيانات المناخية لـبراشوف | البيانات المناخية لـبراشوف | البيانات المناخية لـبراشوف | البيانات المناخية لـبراشوف | البيانات المناخية لـبراشوف | البيانات المناخية لـبراشوف | البيانات المناخية لـبراشوف | البيانات المناخية لـبراشوف | البيانات المناخية لـبراشوف | البيانات المناخية لـبراشوف | البيانات المناخية لـبراشوف | البيانات المناخية لـبراشوف |
| الشهر                             | يناير                      | فبراير                     | مارس                       | أبريل                      | مايو                       | يونيو                      | يوليو                      | أغسطس                      | سبتمبر                     | أكتوبر                     | نوفمبر                     | ديسمبر                     | المعدل السنوي              |
| --------------------------------- | -------------------------- | -------------------------- | -------------------------- | -------------------------- | -------------------------- | -------------------------- | -------------------------- | -------------------------- | -------------------------- | -------------------------- | -------------------------- | -------------------------- | -------------------------- |
| متوسط درجة الحرارة الكبرى °م (°ف) | −0.3 (31.5)                | 1.7 (35.1)                 | 7.6 (45.7)                 | 14.0 (57.2)                | 19.2 (66.6)                | 22.1 (71.8)                | 24.0 (75.2)                | 23.9 (75.0)                | 20.3 (68.5)                | 14.5 (58.1)                | 7.2 (45.0)                 | 1.5 (34.7)                 | 13.0 (55.4)                |
| المتوسط اليومي °م (°ف)            | −4.3 (24.3)                | −2.3 (27.9)                | 2.6 (36.7)                 | 8.3 (46.9)                 | 13.4 (56.1)                | 16.4 (61.5)                | 18.1 (64.6)                | 17.8 (64.0)                | 14.2 (57.6)                | 8.7 (47.7)                 | 3.1 (37.6)                 | −1.9 (28.6)                | 7.8 (46.1)                 |
| متوسط درجة الحرارة الصغرى °م (°ف) | −8.3 (17.1)                | −6.2 (20.8)                | −2.3 (27.9)                | 2.6 (36.7)                 | 7.6 (45.7)                 | 10.8 (51.4)                | 12.3 (54.1)                | 11.8 (53.2)                | 8.1 (46.6)                 | 3.0 (37.4)                 | −1.0 (30.2)                | −5.2 (22.6)                | 2.8 (37.0)                 |
| الهطول مم (إنش)                   | 31 (1.2)                   | 28 (1.1)                   | 30 (1.2)                   | 50 (2.0)                   | 79 (3.1)                   | 97 (3.8)                   | 94 (3.7)                   | 73 (2.9)                   | 49 (1.9)                   | 38 (1.5)                   | 36 (1.4)                   | 32 (1.3)                   | 637 (25.1)                 |
| المصدر:                           |                            |                            |                            |                            |                            |                            |                            |                            |                            |                            |                            |                            |                            |

## معرض صور

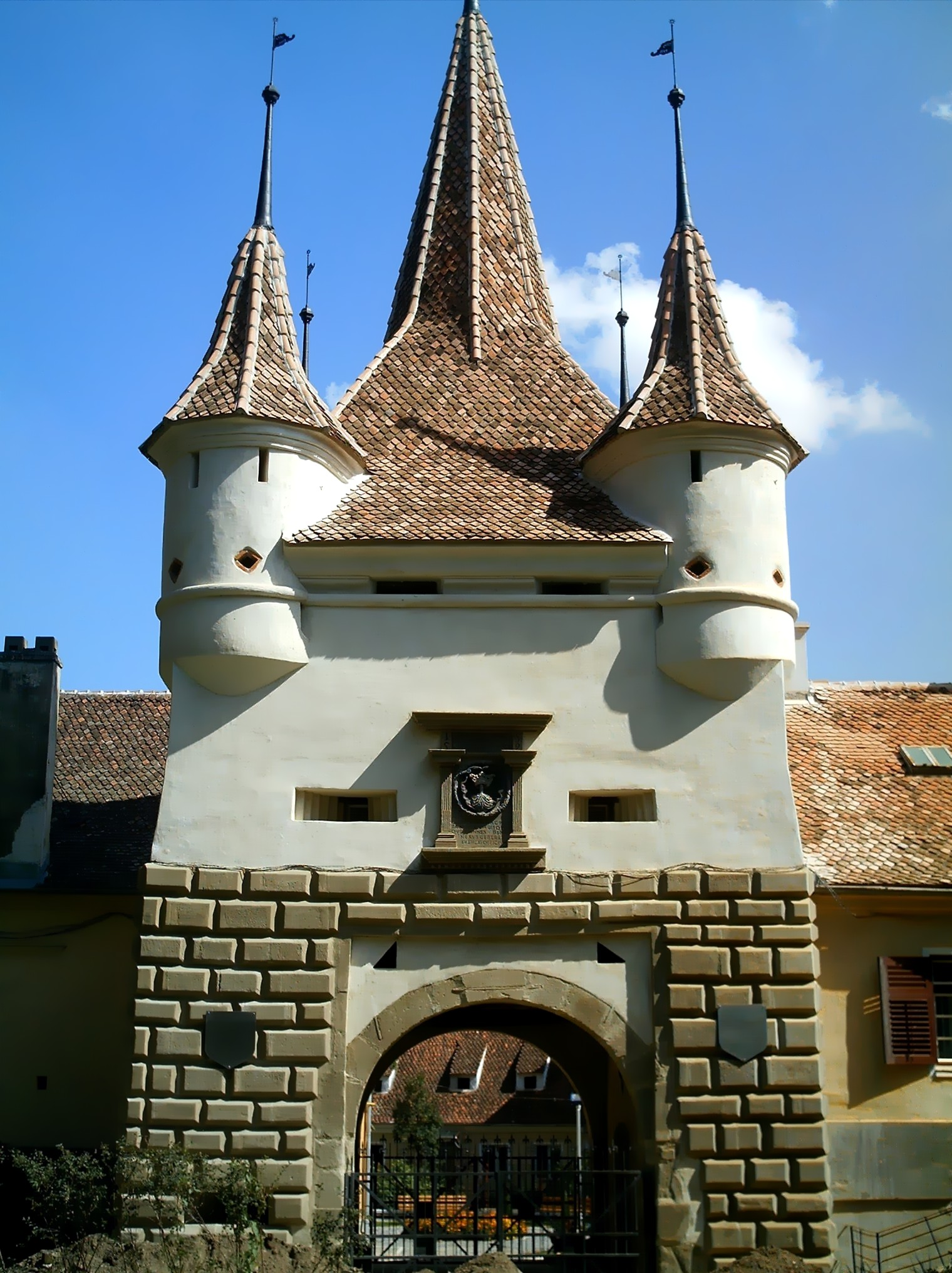
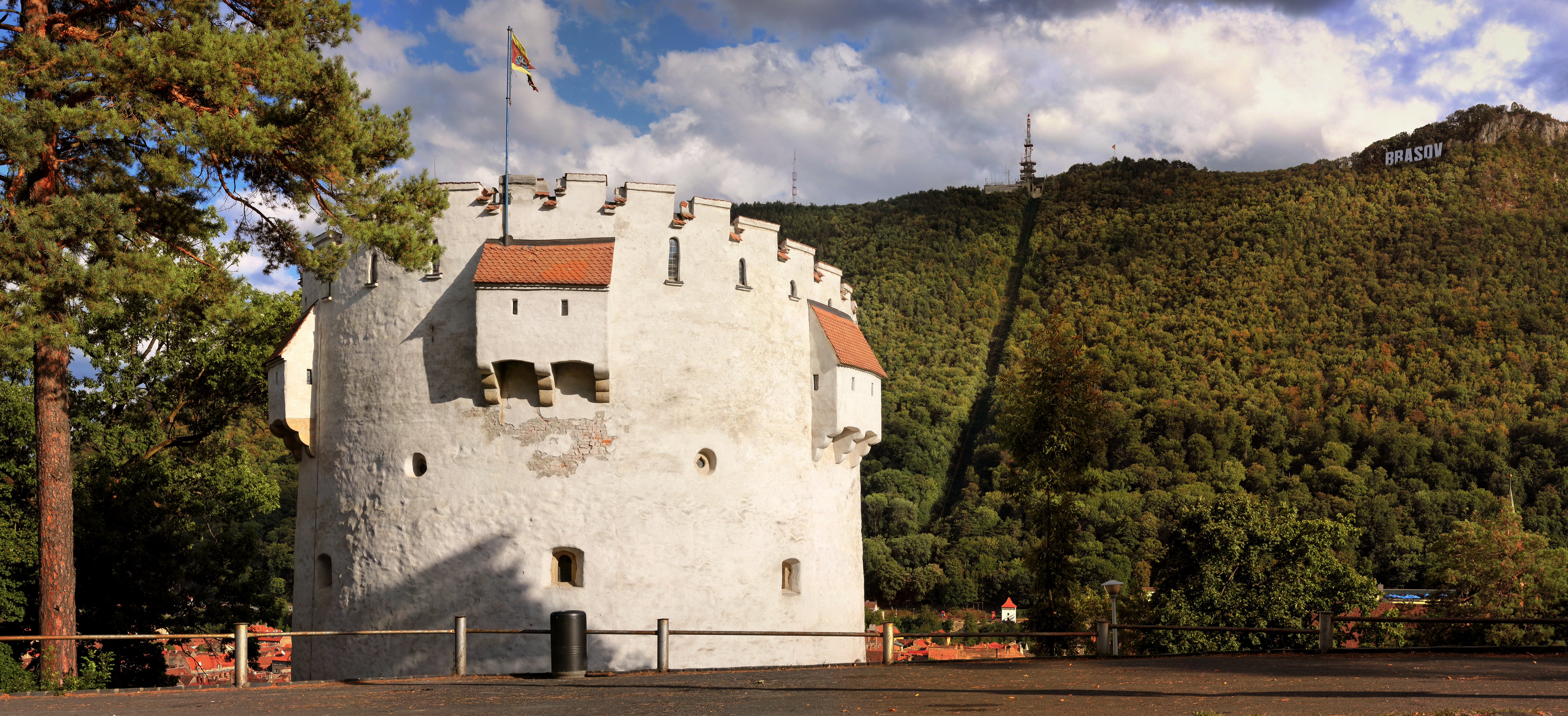
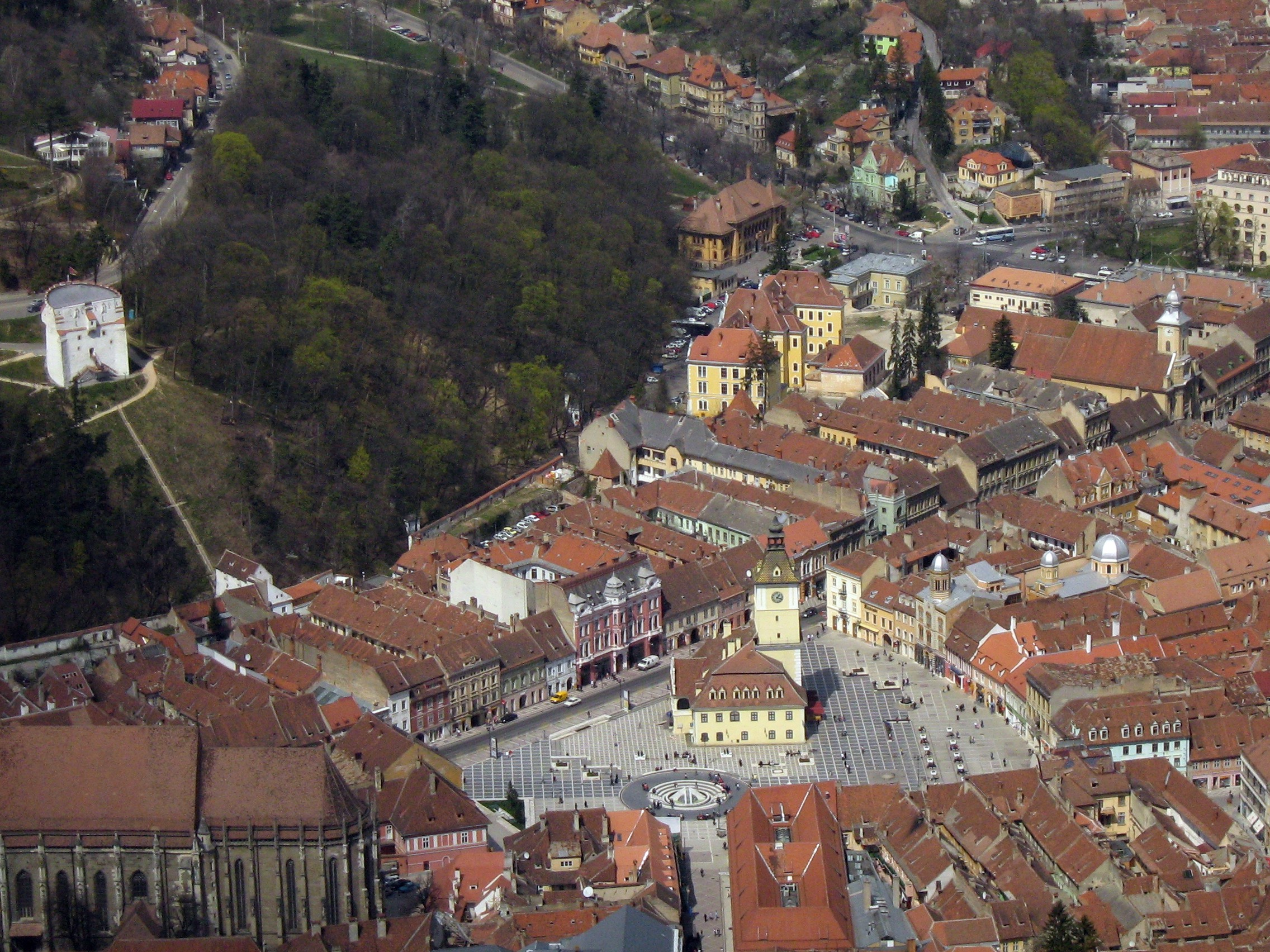
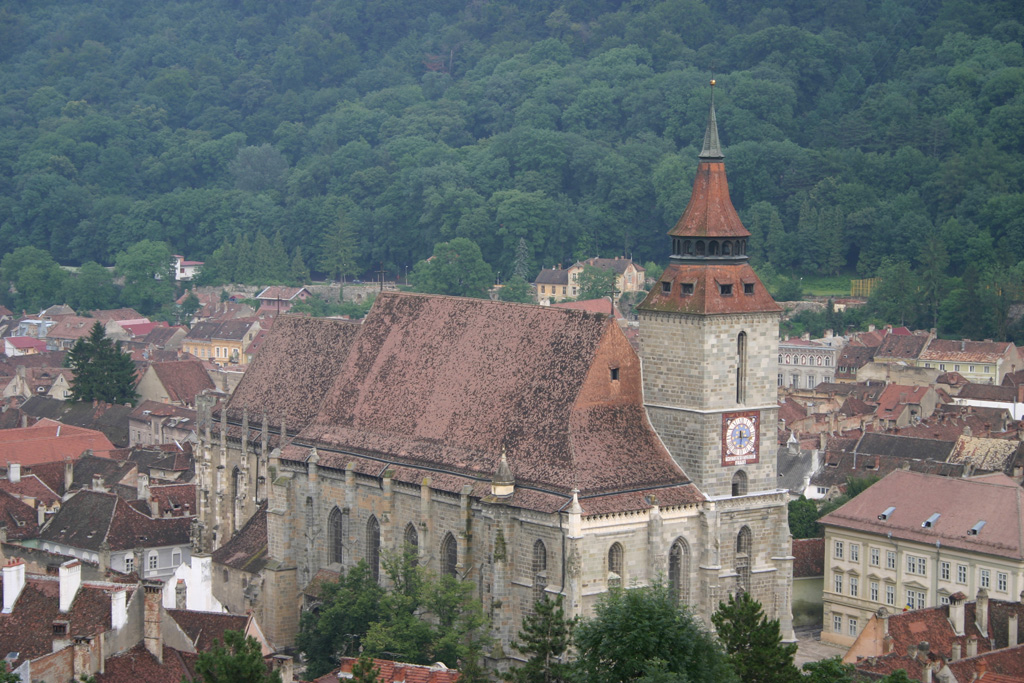
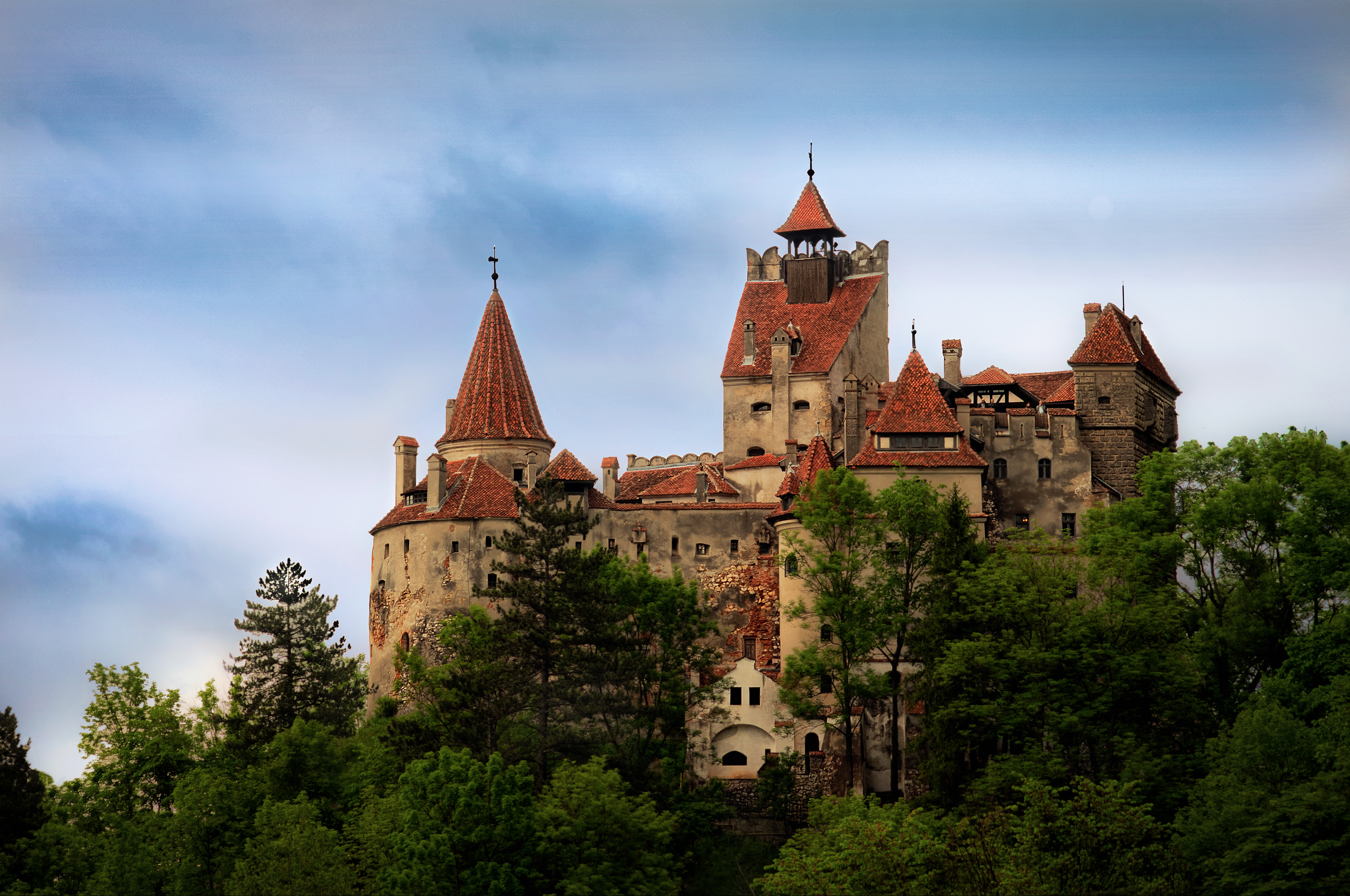

## توأمة
لبراشوف اتفاقيات توأمة مع كل من:
- لينتس [18]
- تامبيري [18]
- تور [18]
- جيور [18]
- ريشون لتسيون [18]
- هولستيبرو [18]
- موساشينو [18]
- غنت [18]
- ليدز [18]
- مينسك [18]
- تريكالا [18]
- فيناريا ريالي
- كليفلاند
- أربيل

## أعلام
- دوميترو هوبير
- دوميترو بروناريو
- أدولف ميشندورفر
- فروزين
- ويلي هانسن
- يوهان هدويغ
- ماريوس لاكاتوش
- غابرييل تاماس
- أيون تيرياك
- إيوان دوميتراكي